# Tana (folyó, Norvégia)
A Tana (norvég nyelven Tanaelva is; északi számi nyelven: Deatnu; finn nyelven: Teno vagy Tenojoki; svéd nyelven Tana älv), Észak-Skandinávia legnagyobb folyója.

## Elnevezése
Eredeti számi neve „nagy folyót” jelent.

## Földrajzi leírása
Nevét az Anárjohka és a Kárášjohka folyók összefolyásától viseli és Norvégia Finnmark megyéjében éri el a róla elnevezett, 70 km hosszú Tana-fjordot a Barents-tenger partján. Hossza a Kárášjohkával együtt számítva 361 km. Az Anarjohkával együtt 256 kilométeres szakaszon alkotja a finn-norvég határt. Vízgyűjtő területe 16350 km², ennek kétharmada Norvégia területére esik. Fontosabb települések a partján: Karasjok (a Tana folyó folytatása, a Kárášjohka partján), Utsjoki, Tana.
A folyó nagyrészt csendes folyású, és csónakokkal hajózható, bár helyenként azokat a parton kell vontatni a sellők kikerüléséhez. Fontosabb mellékfolyói csak keleti, jobb partján vannak, az Utsjoki Finnországból és a Polmakelva.

## Nevezetességei

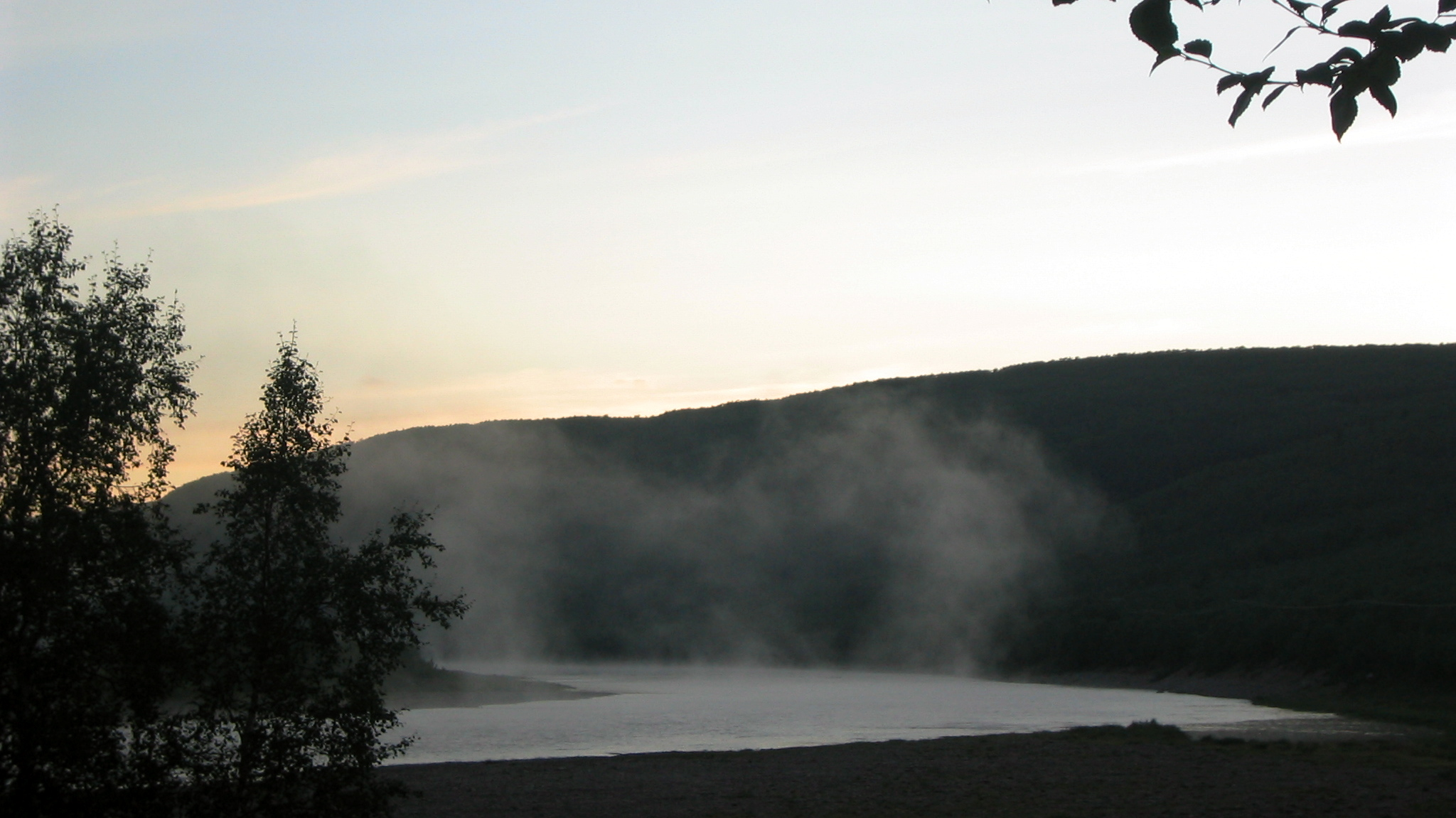
Nyári éjszaka a Tana folyón

### Deltatorkolata
Torkolatánál Európa egyik legnagyobb deltáját alakította ki. A hatalmas védett terület nagyrészt homokpadokból áll, amelyek apály idején felszínre kerülnek. Az emberi tevékenységtől érintetlen táj a vízimadarak fontos menedéke.

### Lazacfogás
A folyó Norvégia egyik legjobb lazaczsákmányoló helye. 2002-ben csaknem 1000 tonna lazacot fogtak benne, a halak átlagos súlya 4,5 kg volt. A világon eddig a legsúlyosabb atlanti lazacot a Tana folyón fogták ki 1929-ben, 36 kilogrammos súllyal.

## Közlekedés
Két nagyobb híd van a folyón, az 1948-ban épült 220 méter hosszú Tana-híd, Tana helységnél, 195 méteres fesztávval, és az 1993-ban épült 316 méter hosszú Számi híd, 155 méteres legnagyobb fesztávval Utsjoki finnországi településnél. A Tana függőhídon halad át az E6-os út, miután hosszan követte a folyó bal, azaz nyugati partját. A Számi hídon kel át az E75-ös út Norvégiából Finnországba.
A folyón hosszában decembertől áprilisig két jég-utat jelölnek ki, amelyet maximum 2 tonna összsúlyú járművek használhatnak.